# Egem (West-Vlaanderen)
Egem is een dorp in de Belgische provincie West-Vlaanderen en een deelgemeente van Pittem. Het was een zelfstandige gemeente tot aan de gemeentelijke herindeling van 1977.

## Toponymie
De naam Egem wordt als Hedenghem voor het eerst vermeld in 1179, in een kerkelijk document, met betrekking tot de abdij van Saint-Nicolas-des-Prés bij Doornik. Hedenghem zou uit het Frankisch afkomstig zijn, van het Germaanse Hathinga haim, zoveel betekent als de woonplaats van Hado en zijn afstammelingen. In de 15de eeuw vindt men meestal Heedeghem terug, vanaf de 16de en 17de eeuw komt Heeghem meer in gebruik. In het West-Vlaams wordt de begin-h niet uitgesproken, en zo kreeg vanaf de 18de eeuw ook in de spelling de vorm Eeghem de bovenhand. Dit werd ook de officiële spelling op 21 oktober 1937, tot na de Tweede Wereldoorlog onder de nieuwe spelling de naam kortweg Egem werd.

## Geschiedenis
De eerste sporen van bewoning stammen van het Mesolithicum. Begin 10e eeuw zou er sprake kunnen zijn van een kerkje. Omstreeks 1570 zou ridder Joos van Grysperre hier een renaissancekasteel hebben gebouwd. Einde 16e eeuw kreeg Egem te maken met diverse partijen in de godsdiensttwisten, waardoor de plaats ongeveer 20 jaar desert, desolaet ende infructueulx gheleghen heeft. Het Twaalfjarig Bestand, begonnen in 1609, maakte wederopbouw mogelijk. Toen er na dit bestand weer oorlog werd gevoerd, kreeg Egem gedurende de rest van de 17e eeuw te maken met plunderingen en epidemieën. Omstreeks 1750 werd de steenweg van Brugge naar Kortrijk aangelegd, welke via Egemkapelle kwam te lopen.
Van 1830-1850 was er een crisis in de thuisweverij vanwege de toenemende industrialisatie. Einde 19e eeuw was er sprake van toenemende cichoreiteelt en -verwerking. Van 1899-1900 bouwde men aan een erwtenconservenfabriek, La Flandre genaamd, welke in 1939 werd gesloten. In 1926 werd een tweede groenteconservenfabriek in bedrijf gesteld, Sint-Dorothea geheten, welke tot 1975 in bedrijf was.
In 1898 werd steenbakkerij Ampe opgericht, waar in 1924 de allereerste tunneloven van België in werking trad. Ze vervaardigden ook draineerbuizen en betonproducten, maar schakelden weer over op baksteen en werden in 2006 overgenomen door Wienerberger AG. Dan is er nog Bernina, feitelijk een handelshuis voor fietsen, landbouwmachines en vooral naaimachines, van het Zwitserse merk Bernina. In de eerste helft van de 20e eeuw was er ook sprake van vlaszwingelarijen en een mechanische vlasroterij.
Op 17 oktober 1918 werd de kerktoren door de terugtrekkende Duitsers opgeblazen. Dit veroorzaakte veel schade, ook in de omgeving van de kerk.
In 1977 ging de gemeente Egem op in de fusiegemeente Pittem.

## Demografische ontwikkeling
- Bronnen:NIS, Opm:1831 tot en met 1970=volkstellingen; 1976 = inwoneraantal op 31 december

## Bezienswaardigheden
- De Sint-Germanuskerk[1]

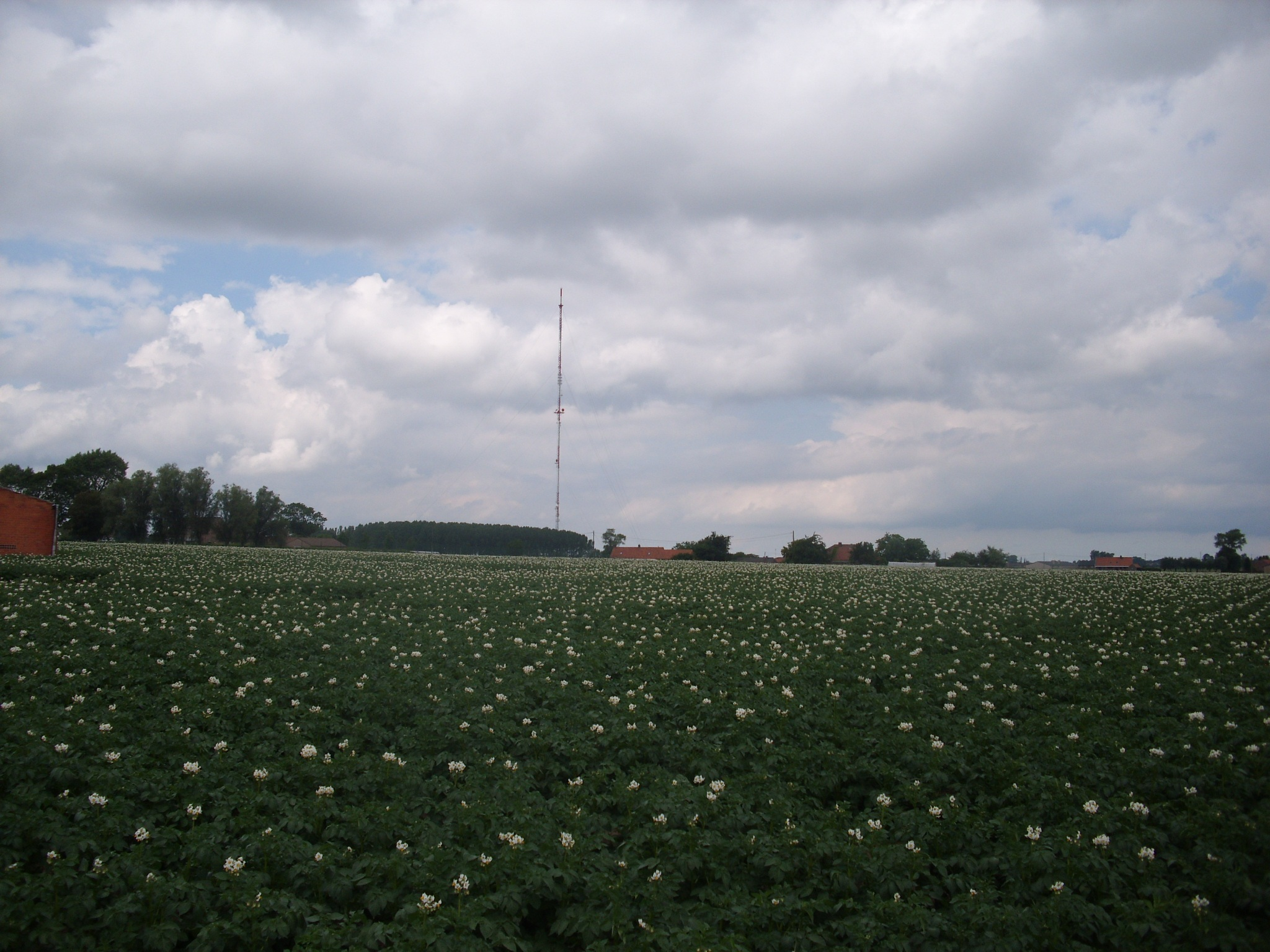
De VRT-zendmast.

- De 305 meter hoge VRT-zendmast, die het landschap domineert. Hij werd in 1973 gebouwd en is vervaardigd uit metaal.[2] Hij wordt gebruikt voor het verspreiden van de radio- en televisiesignalen van de VRT en verschillende commerciële radiostations zoals JOE fm, Q-Music en Nostalgie.
- In Egem start ook de wastineroute en werd er aan klei gewonnen om bakstenen te maken.[3] In de kleigroeve werden fossielen gevonden van roggen. [4]
- Wapensteen del Rio, op het Egemsdorpsplein. Het betreft een replica van de wapensteen van de heren van Egem, in het bijzonder Antoon Gabriël I del Rio die in 1646 heer van Egem werd.[5]

## Natuur en landschap
Egem ligt in Zandlemig Vlaanderen en wel op een uitloper van het Plateau van Tielt, op een hoogte van 25 meter (bij de samenvloeiing van de Ringbeek en de Veldekensbeek) tot 50 meter (bij Egemkapelle). De dorpskom ligt op ongeveer 42,5 meter hoogte.
In Egem bevindt zich de Kleiput van Egem, die achterbleef na de exploitatie door de steenbakkerij. De Provincie gaf het in een PRUP de bestemming openbaar groen,

## Geboren in Egem
- Gorik Gardeyn (1980), wielrenner
- Julien Lehouck (1896-1944), atleet
- Victor Naessens de Loncin (1864-1954), eregeneraal-majoor en commandant van het fort van Loncin[6]

## Burgemeesters
- 1800-1803: Charles Lebrun
- 1803-1805: Carolus De Backer
- 1805-1806: Jan Amand Loncke
- 1806-1830: Timothée van der Gracht d'Eeghem
- 1830-1836: Jacob Lambrecht
- 1836-1858: Idesbald van der Gracht d'Eeghem
- 1858-1897: Albéric van der Gracht d'Eeghem
- 1897-1931: August van den Abeele
- 1931-1939: Victor Roygens
- 1939-1962: Maurits Lauwers
- 1962-1965: Emeri Martens
- 1965-1976: Albert Naert
- 1977: fusie met Pittem.

## Nabijgelegen kernen
Pittem, Koolskamp, Zwevezele, Wingene, Tielt